# حارة الناصر (ذمار)

تعديل مصدري - تعديل

حارة الناصر هي إحدى حارات مدينة ذمار التابعة لمحافظة ذمار، بلغ تعداد سكانها 2,975 نسمة حسب تعداد اليمن لعام 2004.